# 盧殿標
盧殿標，廣東香山縣小欖（今中山市小欖鎮）人。清朝將領。
道光二十四年（1844年），盧殿標中式甲辰科會試第二十五名貢士，殿試高居二甲第六名，授官三等侍衛。歷任陝西城守協鎮，護理甘肅肅州掛印總兵。